# Can Pla d'Avall
Can Pla d'Avall és una masia de Sant Feliu de Buixalleu (Selva) inclosa a l'Inventari del Patrimoni Arquitectònic de Catalunya.

## Descripció
Masia aïllada, situada al nucli de Gaserans.
Originàriament la masia constava d'una senzila estructura, que més tard s'amplià adquirint una planta basilical, amb el cos central sobre alçat cobert per una teulada a doble vessant. Posteriorment es modificà tota la part dreta de la casa, i s'alçà un cos de tres plantes, on hi destaquen dues galeries, que està cobert per una teulada a doble vessant.
L'estructura principal, a la façana principal, consta de tres plantes, amb diverses obertures, amb llindes i brancals de pedra, que actualment queda coberta per les heures.
A la façana lateral esquerra, té galeries als pisos. Aquestes estàn fetes de maó vist, en arc de mig punt, i reposen sobre pilars. Actualment l'entrada de l'habitatge es troba aquí, a la planta baixa.

## Història
Tot i que la masia fou construïda el segle xix hi ha restes d'una edificació anterior.